# Акитаро, Даити
Акитаро Даити (大地丙 太郎, Даити Акитаро, родился 13 января 1956 г.) — режиссёр аниме, продюсер и оператор-постановщик.

## Карьера
Даити родом из префектуры Гумма и выпускник Токийского политехнического университета. Изначально он стремился стать сценическим фотографом, но поступил на работу в Tokyo Animation Film, компанию по фотографии аниме[уточнить]. Его первая работа в этой отрасли была в качестве фотографа в фильме Дораэмон История открытия космического пространства Нобиты (ドラえもんのび 太の 宇宙 開拓史). Через пять лет Даити сменил работу и работал в компании по производству видео, которая, помимо прочего, создавала видео караоке, но позже он вернулся в аниме-индустрию и сосредоточился на режиссуре. В 1994 году он привлек внимание своей раскадровкой к фильму Акадзукин Тятя, а в 1995 году он дебютировал в качестве режиссёра сериала в сериале Nurse Angel Ririka SOS.